# Alexandra Riley
Alexandra Riley (ur. 30 października 1987 w Los Angeles, USA) – nowozelandzka piłkarka grająca na pozycji napastnika, zawodniczka Pali Blues i reprezentacji Nowej Zelandii, w której zadebiutowała 6 lutego 2007 w meczu przeciwko Australii. Uczestniczka Mistrzostw Świata 2007 oraz XXIX Igrzysk Olimpijskich w Pekinie (2008).